# المورد (حفاش)

تعديل مصدري - تعديل

المورد هي إحدى قرى عزلة بني قشب بمديرية حفاش التابعة لمحافظة المحويت، بلغ تعداد سكانها 332 نسمة حسب تعداد اليمن لعام 2004.